# Warwick (Schiff, 1918)
Die HMS Warwick (D25) war ein Zerstörer der V- und W-Klasse der Royal Navy, der im Ersten und Zweiten Weltkrieg eingesetzt wurde. Der Zerstörer gehörte zu den Einheiten der Navy, die in beiden Weltkriegen mit Battle Honours geehrt wurden. Nach den Ehrungen für „Zeebrugge 1918“ und „Ostend 1918“ erwarb das Schiff noch „Atlantic 1939–44“ und „Biscay 1943“.

Der Mangel an geeigneten Geleitfahrzeugen zwang die Admiralität am Anfang des Zweiten Weltkriegs dazu, auch die inzwischen veralteten Zerstörer einzusetzen. So kam die Warwick im Nordatlantik, unter amerikanischem Oberbefehl in der Karibik und in den britischen Gewässern zum Einsatz.

Mitte des Zweiten Weltkriegs wurde der alte Zerstörer noch in ein Langstreckengeleitboot umgebaut. Am 20. Februar 1944 wurde die HMS Warwick vor Trevose Head (Nord-Cornwall) bei 50° 27′ 0″ N, 5° 23′ 0″ W durch das U-Boot U 413 torpediert und versenkt.

## Baugeschichte
Die HMS Warwick gehörte zur dritten Untergruppe der seit 1917 an die Royal Navy gelieferten Boote der V- und W-Klasse. Ursprünglich als Flottillenführer für die Zerstörer der S-Klasse entwickelt, wurde der Typ schon drei Monate nach der Erstbestellung als Flottenzerstörer beschafft. Die W-Untergruppe erfasste die Boote, die mit Dreifach-Torpedosätzen ausgeliefert wurden und seit November 1917 in Dienst kamen. Allerdings lieferten die britischen Werften gleichzeitig auch noch Boote mit Zwillingstorpedosätzen (V-Klasse) und die etwas kleineren Zerstörer der S-Klasse.

Die Kiellegung der Warwick erfolgte am 10. März 1917 auf der Werft Hawthorn, Leslie & Company in Hebburn, England, die seit 1895 Zerstörer für die Royal Navy baute. Am 28. Dezember 1917 lief das Boot vom Stapel und wurde am 18. März 1918 in Dienst gestellt. Die Bauwerft hatte zuvor mit Verdun, Versatile und Verulam schon drei Zerstörer der V-Klasse 1917 fertiggestellt und lieferte im Mai 1918 mit der Wessex noch ein Schwesterboot der Warwick aus.

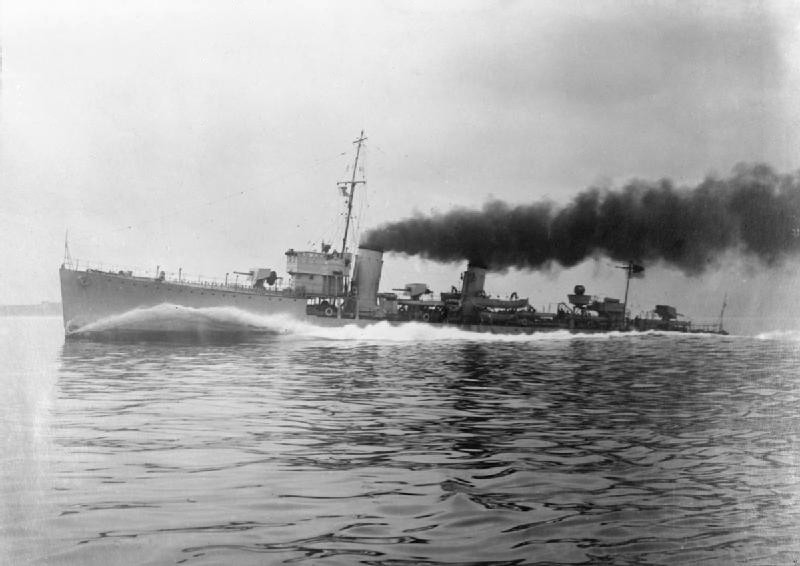
Die HMS Tenedos der S-Klasse

Gleichzeitig baute die Werft vier Boote der S-Klasse von 1075 ts mit HMSs Turbulent, Tenedos, Thanet und Thracian, deren Bau zwischen November 1917 und Januar 1918 begonnen wurde und die alle erst nach dem Kriegsende fertiggestellt wurden. Der Auftrag für drei Boote der modifizierten W-Klasse mit 120-mm-Kanonen wurde nach der Kiellegung 1918 wieder storniert.
Noch 1918 fertiggestellt wurden allerdings zwei Flottillenführer der 1580 ts großen Scott-Klasse mit HMS Montrose und Stuart.

## Einsätze der HMSWarwick
Kaum fertiggestellt, diente die Warwick mit der Kennung H38 bei dem Angriff auf die deutschen U-Boot-Basen in Ostende und Zeebrugge am 23. April 1918 als Flaggschiff von Vizeadmiral Sir Roger Keyes. Anschließend kam sie bei der Blockade von Oostende zum Einsatz, lief hierbei aber auf eine Seemine. Der Zerstörer wurde dadurch so schwer beschädigt, dass er von HMS Velox nach Dover eingeschleppt werden musste und für den Rest des Kriegs ausfiel. Formal gehörte das Boot als einer von sieben Flottillenführern zur 6. Zerstörerflottille der Dover Patrol. im November gehört die Warwick zu den Einheiten der Royal Navy, die bei der Übergabe der Hochseeflotte in Scapa Flow anwesend waren.
Die Warwick kam dann zur 1. Zerstörerflottille und zur Mittelmeerflotte. In den 1930er-Jahren wurde sie außer Dienst gestellt und der Reserve zugeordnet. Sie gehörte zu den Booten, die im August 1939 mit Reservisten in Fahrt gebracht wurden, um an einer Besichtigung der Reserveflotte durch den britischen König Georg VI. teilzunehmen. Sie blieb dann im Dienst und wurde nach Plymouth verlegt.

### Einsatz im Zweiten Weltkrieg
Die HMS Warwick (D25) kam auf den westlichen Zufahrtswegen zu den britischen Inseln zum Einsatz, vor allem als Eskorte für Konvois. Unter anderem rettete sie am 16. September 1939 die Überlebenden des von U 31 auf der Position 49° 11′ N, 13° 38′ W versenkten britischen Handelsschiffs Aviemore. Dieser Vorfall ist insofern bemerkenswert, als es sich um den ersten erfolgreichen U-Boot-Angriff auf einen Konvoi im Zweiten Weltkrieg handelte. Im Mai wurde die Kennung wie bei vielen anderen Booten verändert und lautete jetzt I25.

Zusammen mit dem Zerstörer Witch verstärkte das Boot am 15. Juni 1940 die Sicherung des Geleitzuges US 3, des dritten großen Truppentransports von Neuseeland und Australien nach Großbritannien, der von den deutschen U-Booten nicht gefunden wurde.
Am 18. August 1940 konnte die Warwick elf Überlebende des Motorschiffs Empire Merchant (ehemals Fruchtschiff Pomona der Reederei Laeisz) aufnehmen, die zwei Tage zuvor durch U 100 186 sm westlich von Bloody Foreland versenkt worden war. Am folgenden Tag nahm sie westlich der Hebriden noch 29 Überlebende der Ampleforth auf, einem Nachzügler des Konvois OA 199, den U 101 torpediert und versenkt hatte. Die Geretteten wurden in Liverpool an Land gegeben. Bei der Bildung fester Escort Groups wurde die Warwick der aus Liverpool operierenden 7. Gruppe zugeteilt. Im Dezember sollte sie den aus Liverpool auslaufenden Geleitzug OB58 sichern und überlief am 20. eine Mine, deren Explosion erhebliche Schäden verursachte. Sie wurde von der ähnlichen Wild Swan nach Liverpool zurückgeschleppt.

Erst im März 1941 war das Boot wieder einsatzbereit und konnte wieder in der Konvoisicherung eingesetzt werden. Im Zuge der Reparatur hatte sie vermutlich das hinterste Geschütz in der Position „Y“ und den hinteren Torpedosatz von Bord gegeben, um Platz für mehr Wasserbomben und Luftabwehrwaffen zu schaffen.

Im Frühjahr 1942 begann eine verstärkte Zusammenarbeit der Warwick mit der US Navy nach den großen Erfolgen der deutschen U-Boote im Unternehmen Paukenschlag gegen den amerikanischen Seeverkehr. Im Juni wurde sie einer „Joined Caribbean Escort Force“ mit zwei britischen und einer kanadischen Korvette neben US-amerikanischen Schiffen zugeteilt.
Am 3. Juli 1942 nahm die Warwick die Besatzung des amerikanischen Tankers Gulfbelle auf, den U 126 21 sm nördlich von Tobago torpediert hatte. Sie konnte den beschädigten Tanker nach Port of Spain, Trinidad, einschleppen. Im November 1942 wurde die Warwick der US-amerikanischen Task Force 90 unterstellt.
Im Dezember 1942 wurde sie abgezogen und begleitete auf dem Rückmarsch einen Geleitzug von Trinidad nach Großbritannien mit der Escort Group B5, um dann in Dundee bis Mai 1943 zu einem Langstrecken-Geleitboot (Long Range Escort) umgebaut zu werden. Diese Modifikationen umfassten unter anderem die Entfernung eines Kessels und des zugehörigen vorderen Schornsteins. Dadurch wurde die Geschwindigkeit auf maximal 25 Knoten reduziert. Der dadurch freigewordene Platz wurde im unteren Bereich als zusätzlicher Bunkerraum genutzt und der obere Teil erhielt dringend benötigte Mannschaftsräume für die erheblich stärkeren Besatzungen für die intensiven und längeren Sicherungseinsätze. Weiterhin tauschte man das Buggeschütz gegen einen „Hedgehog“-Wasserbombenwerfer aus. Den umgebauten Booten verblieben nur zwei Kanonen auf den erhöhten Positionen „B“ und „X“. Auch die Torpedorohre wurden ausgebaut und durch Abrollvorrichtungen für Wasserbomben ersetzt, ebenso wurden die Flugabwehrgeschütze modernisiert und verstärkt. Alle Umbauten erhielten dazu die jeweils modernen Ortungsgeräte. Von Anfang 1941 bis Mitte 1944 wurden derartige Umbauten an etwa 20 Booten der V- und W-Klasse durchgeführt.

Ab Juni 1943 war die Warwick wieder im Einsatz. Zuerst wurde sie vor allem zur Sicherung von Geleitzügen zwischen den Britischen Inseln und Gibraltar wieder in der 5. Escort Group mit dem Zerstörer Havelock und den auch zu Langstrecken-Geleitbooten umgebauten Volunteer und Vimy sowie der Korvette Saxifrage eingesetzt, dann in der Biskaya in Zusammenarbeit mit der Royal Air Force zur Bekämpfung der ein- und auslaufenden U-Boote (Operation MUSKETRY). Ende September bis Mitte Oktober gehörte sie in der 5. Escort Group zu den Sicherungskräften dreier kleiner Geleitzüge, die britische Luftwaffeneinheiten auf die Azoren verlegten (Operation ALACRITY). Anschließend wurde das Boot wieder in der Sicherung der südwestlichen Zufahrtswege zu den Britischen Inseln eingesetzt.

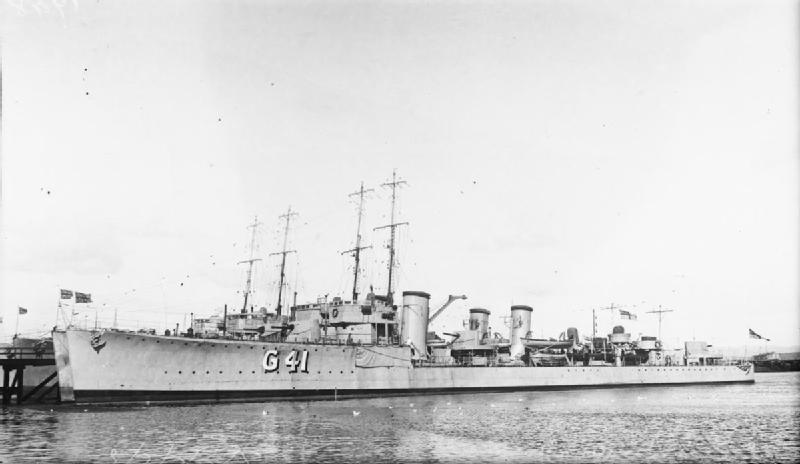
Die HMS Scimitar, die die Überlebenden rettete

Das seit Oktober 1943 von Commander Denys Rayner, DSC, RNVR geführte Schiff wurde am 20. Februar 1944 vor Trevose Head (Nord-Cornwall) durch das U-Boot U 413 torpediert und versenkt. Durch den Treffer kam es zu einer schweren Explosion, die den Zerstörer in zwei Teile zerriss. 93 Mann der Besatzung konnten vom die Warwick begleitendem Zerstörer HMS Scimitar gerettet werden, 67 starben. Zu den Überlebenden gehörte auch Rayner, der ein Buch über seine Erlebnisse während des Kriegs schrieb. Rayner gilt auch als Vorbild für die Figur des Kapitän Ericsson in Nicholas Monserrats Buch „The Cruel Sea“, einem klassischen Roman über die Atlantikschlacht.

## Das Wrack
Die beiden Teile des Wracks liegen etwa zwei Seemeilen voneinander entfernt. Das Heck auf der Position
50° 29′ 24″ N, 5° 29′ 54″ W, das Bugteil auf der Position 50° 29′ 57,2″ N, 5° 25′ 20,2″ W. Die in 52 m Tiefe liegenden Überreste des Schiffs sind stark zerstört, lediglich die Maschinen und ein Teil des Bugs erheben sich noch etwa 4 m über den Meeresgrund. Das Wrack wurde in den letzten Jahren offenbar systematisch von Tauchern geplündert. Seit 2006 ist das Wrack der HMS Warwick durch den „Protection of Military Remains Act“ von 1986 als „Protected Place“ geschützt. Es darf zwar von außen durch Taucher betrachtet werden, aber das Eindringen, das Sammeln von Souvenirs oder Bergungsarbeiten sind verboten.